# Scottie Thompson
Susan Scott "Scottie" Thompson, född 9 november 1981 i Richmond i Virginia, är en amerikansk skådespelerska. Thompson studerade teater och litteratur vid Harvard (2001–2005). Har sedan hösten 2006 haft en återkommande roll i TV-serien NCIS som Jeanne Benoit.

## TV roller (urval)
- Brotherhood (2006)
- NCIS (2006-)
- The Blacklist 2014